# Ránija jordán királyné
Ránija Ál Abdullah (arabul: رانيا العبدالله), születési nevén Ránija Ál Jasin (Kuvaitváros, 1970. augusztus 31. –) a Jordán Hásimita Királyság királynéja, II. Abdullah jordán király felesége.

## Élete
Kuvaitban született palesztin szülők gyermekeként. Az általános és középiskolai tanulmányait Kuvaitban folytatta,
majd a Kairói Amerikai Egyetemen tanult, ahol üzleti diplomát szerzett. Ezután a bankszektorban (Citibank), később pedig egy informatikai cégnél (Apple Inc.) dolgozott Ammanban.
1993-ban találkozott későbbi férjével, az akkori herceggel, akivel még abban az évben összeházasodtak. Férje 1999. február 7-ei trónra lépésével Ránija nem lett automatikusan királyné. A király határozata alapján 1999. március 22-től lett hivatalosan királyné. Azóta elsődleges céljai közt tartja számon országa modernizálását és az életszínvonal növelését. Számos alapítvány és nemzetközi szervezet vezető tisztségviselője. Férje 2004. június 9-én a jordán hadsereg tiszteletbeli ezredesévé nevezte ki. Az amerikai Forbes magazin 2005-ben már a világ 81. legbefolyásosabb nőjeként említi. Több divatmagazin, köztük a Harpers is a világ legszebb női között tartja számon.
Közismert karitatív tevékenységeiről, kiáll a nők és a gyermekek jogaiért, küzd a sztereotípiák ellen. Gyermekeket támogató tevékenységét 2007-ben Bambi-díjjal ismerték el.
2008. március 30-án elindította saját YouTube-csatornáját, amelynek nemes céljai és nagy nézettsége miatt az első YouTube-díjjal is kitüntették.